# 倫傑爾托蒂

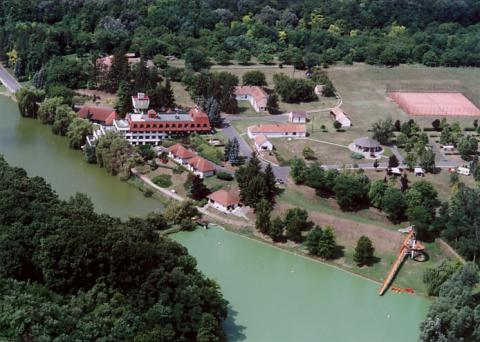

倫傑爾托蒂是匈牙利的城鎮，位於該國西部，距離巴拉頓湖11公里，由紹莫吉州負責管轄，面積39.57平方公里，2011年人口3,262，其中約八成居民信奉天主教。

## 友好城市
- 羅馬尼亞盧佩尼鄉
- 德国Dielheim
- 波蘭Węgierska Górka
- 斯洛伐克Lechnica
- 久爾傑瓦茨

## 外部連結
- Image and history of the Lengyeltóti church
- Images of the romanesque church of Lengyeltóti （页面存档备份，存于）
- Street map （匈牙利文）